# Буковинський провулок
Букови́нський провулок — провулок у Голосіївському районі міста Києва, місцевість Мишоловка. Пролягає від Буковинської до Новокорчуватської вулиці. Прилучається Військова вулиця.

## Історія
Провулок виник, ймовірно, у 30-ті роки XX століття, первісна назва невідома. Назву Буковинський провулок отримав, ймовірно, у 1940-ві роки. Наприкінці 1970-х років будинки у Буковинському провулку були переписані на сусідні вулиці: Буковинську, Військову та Новокорчуватську. У довіднику «Вулиці Києва» 1995 року провулок внесений у перелік зниклих.
Попри те, що нині до нього не приписаний жодний будинок, у 2015 році Буковинський провулок включено до офіційного довідника «Вулиці міста Києва» та містобудівного кадастру.